# Стокгольмська водна премія

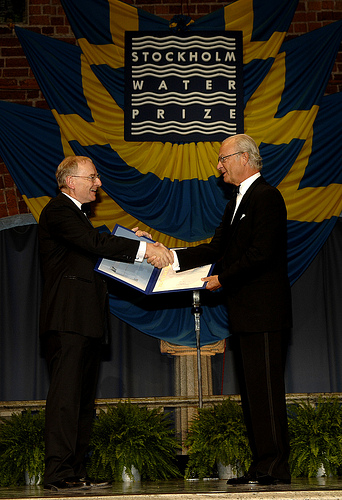
Міжнародний інститут управління водними ресурсами приймає премію від Карла XVI Густава в 2012 році.

Стокгольмська водна премія, що вручається щорічно з 1991 року — нагорода, яка відзначає видатні досягнення у сфері водної діяльності. За останні три десятиліття лауреати Стокгольмської водної премії приїхали з усього світу і представляли широкий спектр професій, дисциплін і видів діяльності у сфері води.
Будь-яка діяльність або учасник/учасниця, який/яка робить широкий внесок у збереження та захист світових водних ресурсів, а також у покращення стану води, що сприяє здоров'ю та добробуту мешканців планети та наших екосистем, має право бути номінованим на Стокгольмську водну премію.
Лауреата/лауреатку Стокгольмської водної премії оголошують кожного 22 березня під час Всесвітнього дня води ООН і вшановують щороку в серпні під час Всесвітнього тижня води в Стокгольмі на Королівській церемонії вручення премії та бенкеті в мерії Стокгольма. На церемонії лауреат отримує нагороду від Його Величності короля Швеції Карла XVI Густава, який є патроном Стокгольмської водної премії.
Премія, створена та фінансована Фондом водних ресурсів Стокгольма та керована Стокгольмським міжнародним інститутом водних ресурсів (SIWI) , включає нагороду в розмірі 150 000 доларів США та кришталеву скульптуру Orrefors.
Також під час Всесвітнього тижня води в Стокгольмі кожного серпня SIWI вручається Стокгольмська юнацька водна премія.

## Минулі переможці та офіційна мотивація
2023: Андреа Рінальдо, за новаторську роботу, яка вплинула на кілька наукових галузей, включаючи гідрологію, гідрогеоморфологію та епідеміологію. Його дослідження використовуються для захисту біорізноманіття та припинення поширення хвороб.
2022: Вілфрід Бруцаерт за його новаторську роботу з кількісного визначення випаровування з навколишнього середовища, що допомагає зробити точні прогнози впливу зміни клімату на місцеву структуру опадів і джерела води. Бруцаерт є провідним світовим авторитетом у випаровуванні з Землі. Таке випаровування є важливим аспектом кругообігу води, але його дуже важко виміряти або оцінити, особливо на місцевому рівні.
2021: Сандра Постел
2020: Джон Черрі, почесний професор Університету Ватерлоо в Онтаріо, Канада. Він провів дослідження міграції забруднюючих речовин у підземних водах і брав участь у розробці технологій моніторингу та відновлення ґрунтових вод таким чином «революціонізувавши дослідження ґрунтових вод». Його дослідження призвели до «зміни парадигми в заходах контролю забруднення ґрунтових вод», що призвело до нових вказівок щодо відновлення підземних вод, які були прийняті в Сполучених Штатах та інших країнах у 1990-х роках.
2019: Джекі Кінг
2018: Брюс Ріттманн і Марк ван Лусдрехт разом отримали нагороду за революцію у сфері водопостачання та очищення стічних вод. Їхні дослідження продемонстрували можливість видаляти шкідливі забруднювачі з води, скорочувати витрати на очищення стічних вод, зменшувати споживання енергії та навіть відновлювати хімікати та поживні речовини для переробки. Марк ван Лусдрехт, професор екологічної біотехнології Делфтського технологічного університету, Нідерланди. Брюс Ріттманн — професор інженерії навколишнього середовища та директор Центру екологічної біотехнології Biodesign Swette в Інституті біодизайну Університету штату Аризона, США.
2017: Стівен Маккефрі, «першопроходець у міжнародному водному праві» отримав нагороду «за його неперевершений внесок в еволюцію та прогресивну реалізацію міжнародного водного права». Він є видатним професором права Тихоокеанського університету Школи права МакДжорджа в Сакраменто, Каліфорнія, США.
2016: Джоан Роуз, професорка Університету штату Мічіган, США, за «Взаємозв'язок між мікробіологією, пов'язаною з водою, якістю води та громадським здоров'ям, сповнений невизначеності — як у теорії, так і на практиці. У світі є небагато людей, які можуть впоратися зі зростаючими та мінливими проблемами, пов'язаними з чистою водою та здоров'ям, починаючи від найсучаснішої науки через цілеспрямовані та оригінальні дослідження, а потім переходячи до професійного поширення інформації, ефективного лобіювання на законодавчій арені, вплив на практиків і підвищення загальної обізнаності. Джоан Роуз є провідним прикладом цього надзвичайно рідкісного поєднання талантів».
2015: Раджендра Сінґх, спеціаліст із охорони води та директор Tarun Bharat Sangh (TBS), Індія, за те, що «сучасні проблеми з водою не можуть бути вирішені лише наукою чи технологіями. Натомість це людські проблеми управління, політики, лідерства та соціальної стійкості. Життєва робота Раджендри Сінґха полягала в розбудові соціальної спроможності вирішувати місцеві водні проблеми шляхом участі, розширення прав і можливостей жінок, поєднання місцевих ноу-хау з сучасними науково-технічними підходами та перевернення традиційних моделей розвитку, використання ресурсів і соціальних норм».
2014: Джон Бріско, засновник і директор Загальноуніверситетської ініціативи з якості води Гарвардського університету, який протягом 20 років працює у Світовому банку, за «неперевершений внесок у глобальне та місцеве управління водними ресурсами — внески, що охоплюють широке тематичне, географічне та інституційне середовище — які покращили життя та засоби до існування мільйонів людей у всьому світі».
За його «неперевершений внесок у глобальне та місцеве управління водними ресурсами — внески, що охоплюють величезне тематичне, географічне та інституційне середовище, — який покращив життя та засоби до існування мільйонів людей у всьому світі».
2013: Пітер Морган, директор некомерційної організації Aquamor у Зімбабве за «його роботу із захисту здоров'я та життя мільйонів людей за допомогою покращених технологій санітарії та водопостачання. Протягом останніх чотирьох десятиліть доктор Морган винайшов і розробив недорогі практичні рішення для забезпечення доступу до безпечної санітарії та чистої води, якими користуються мільйони людей у всьому світі».
2012: Міжнародний інститут управління водними ресурсами, Шрі-Ланка «Міжнародний інститут управління водними ресурсами є провідною організацією в галузі управління водними ресурсами в сільському господарстві. Їхня робота призвела до нової політики та інвестицій у сільське господарство, які не тільки дозволили більш продуктивно використовувати воду, але й підвищили продовольчу безпеку, економічний розвиток та здоров'я навколишнього середовища в усьому світі».
2011: Стівен Р. Карпентер, Сполучені Штати «Професор Карпентер продемонстрував видатне лідерство у визначенні програми екологічних досліджень, інтеграції її в соціально-екологічний контекст і в наданні вказівок щодо управління водними ресурсами».
2010: Ріта Р. Колуелл, Сполучені Штати «Численні внески доктора Ріти Колуелл у вирішення світових проблем води та охорони здоров'я, пов'язаних з водою, зокрема її робота із запобігання поширенню холери, має надзвичайно важливе глобальне значення. Досліджуючи її фізіологію, екологію та метаболізм, д-р Колвелл просунулася в області математики, генетики та технології дистанційного зондування, і не тільки в тому, що стосується цих бактерій, але й у сфері профілактики інших захворювань у багатьох країнах, що розвиваються».
2009: Біндешвар Патак, засновник Sulabh International
За його широку роботу в галузі санітарії для покращення громадського здоров'я, просування соціального прогресу та покращення прав людини в Індії та інших країнах. Його досягнення охоплюють галузі санітарних технологій, соціального підприємництва та медичної освіти для мільйонів людей у його рідній країні, служачи моделлю для НУО та ініціатив громадського здоров'я в усьому світі.
2008: Джон Ентоні Аллан, Королівський коледж Лондона та Школа східних і африканських досліджень
За піонерство в розробці ключових концепцій розуміння та комунікації водних проблем і того, як вони пов'язані з сільським господарством, зміною клімату, економікою та політикою, включаючи концепцію віртуальної води, яка вимірює, як вода включена у виробництво та торгівлю продуктами харчування та споживацькі товари.
2007: Перрі МакКарті, Стенфордський університет, США
За новаторську роботу в розвитку наукового підходу до проектування та експлуатації систем водопостачання та водовідведення. Він встановив роль фундаментальної мікробіології та хімії в проектуванні біореакторів. Професор Маккарті визначив галузь екологічної біотехнології, яка є основою для малих і великомасштабних систем контролю забруднення та безпечної питної води.
2006: Асіт К. Бісвас, Центр управління водними ресурсами країн третього світу
За його видатний і багатогранний внесок у глобальні проблеми водних ресурсів, включаючи дослідження, освіту та обізнаність, управління водними ресурсами, людські та міжнародні відносини як у розвинених країнах, так і в країнах, що розвиваються.
2005: Центр науки та навколишнього середовища (CSE) під керівництвом пані Суніти Нараїн, Нью-Делі, Індія
Для успішного відновлення старих і генерування нових знань про управління водними ресурсами необхідне стійке інтегроване управління ресурсами на основі громади за ґендерної рівності, смілива протистояння недемократичному бюрократичному контролю ресурсів зверху вниз, ефективне використання вільної преси та незалежну судову систему для досягнення цих цілей.
2004: Свен Ерік Йоргенсен, Данський університет фармацевтичних наук, Копенгаген, Данія та Вільям Дж. Мітш, Дослідницький парк водно-болотних угідь річки Олентангі в Університеті штату Огайо, США
За новаторську розробку та глобальне поширення екологічних моделей озер і водно-болотних угідь, які широко застосовуються як ефективні інструменти для сталого управління водними ресурсами.
2003: Петер А. Вільдерер, Мюнхенський технічний університет, Німеччина
Для розробки та демонстрації інтегративних підходів до управління водними ресурсами та стічними водами по всьому спектру фундаментальних досліджень, прикладних досліджень, впровадження технологій та сталого управління водними ресурсами.
2002: Ігнасіо Родрігес-Ітурбе, Прінстонський університет, США
За тривалий внесок у поверхневу гідрологію, де він був в авангарді наукової еволюції, яка поставила гідрологію в товариство наук про Землю.
2001: Такаші Асано, Каліфорнійський університет у Девісі, США
За його видатний внесок у ефективне використання води у сфері рекультивації, переробки та повторного використання стічних вод шляхом теоретичних розробок, практичних досліджень, адаптації та просування у всьому світі.
2000: Кадер Асмал, Міністерство освіти, Південна Африка
За безпрецедентні зусилля в розвитку бачення, законодавства та практики у сфері управління водними ресурсами в Південній Африці.
1999: Вернер Штумм, Федеральний технологічний інститут у Цюріху, Швейцарія та Джеймс Дж. Морган, Каліфорнійський технологічний інститут у Пасадені, США
За видатний внесок у водну хімію, що має велике значення для розуміння хімічних реакцій у водному середовищі, що сприяло розробці методів очищення стічних і питних вод.
1998: Ґедеон Даган, Тель-Авівський університет, Ізраїль
За створення основи нового поля в геогідрології, де поширення забруднюючих речовин у підповерхневому середовищі визначається таким чином, що враховує неоднорідність і біохімічні процеси.
1997: Пітер С. Іглсон, Массачусетський технологічний інститут, США
За досягнення в розробці моделей динамічної гідрології та екогідрології.
1996: Йорг Імберґер, Університет Західної Австралії
За його внесок у розуміння змішування та транспорту в озерах, лиманах і прибережних морях та їх вплив на якість води.
1995: Water Aid під керівництвом Джона Лейна, Великобританія
За забезпечення водопостачанням і санітарними засобами понад трьох мільйонів людей у найбідніших країнах світу.
1994: Такеші Кубо, Науково-дослідний інститут управління стічними водами, Японія
За його роботу по наведенню мостів між народами Азії та Європи.
1993: Мадхав Атмарам Читале, Міжнародна комісія з іригації та дренажу, Індія
За досягнення в галузі збереження води та освітніх програм у Південно-Східній Азії.
1992: Факультет екологічної інженерії Технічного університету Данії під керівництвом Поула Гарремоса
Для досліджень у сфері очищення води, забруднених підземних вод та засобів і методів їх захисту.
1991: Девід В. Шиндлер, Університет Альберти, Канада
Для дослідження надлишкового живлення та підкислення прісноводних озер. У 1968—1989 роках Шиндлер керував Experimental Lakes Area, використовуючи цілі озера як природні лабораторії з інтегрованим екосистемним підходом.